# Terrance Drew
Terrance Michael Drew (22 de novembro de 1976) é um político são-cristovense e atual primeiro-ministro de seu país desde 6 de agosto de 2022.
Ele se formou no Clarence Fitzroy Bryant College em 1996. Aos 19 anos, ele era professor de meio período na Basseterre High School. Em 1998, foi para Cuba estudar medicina e se formou na Universidad de Ciencias Médicas de Villa Clara, em Santa Clara. Drew então retornou a Saint Kitts para trabalhar como clínico geral. Mais tarde, ele foi para o Texas para estudar medicina interna e se formou no Texas Tech University Health Sciences Center em 2013.
Em 2023, declarou que vai ser aberto um debate para decidir se o país deverá continuar a ter o monarca britânico como chefe de estado, ou tornar-se república.